# Marcin Bielski
Marcin Bielski o Wolski (Biała, 1495-Pajęczno, 18 de diciembre de 1575) fue un cronista, historiador y poeta satírico renacentista polaco. Pertenecía a la familia noble polaca Prawdzic y fue padre del poeta y secretario del rey Joachim Bielski (1540-1599). Fue uno de los primeros escritores polacos en escribir en idioma polaco y es considerado uno de los padres de la prosa polaca.

## Biografía

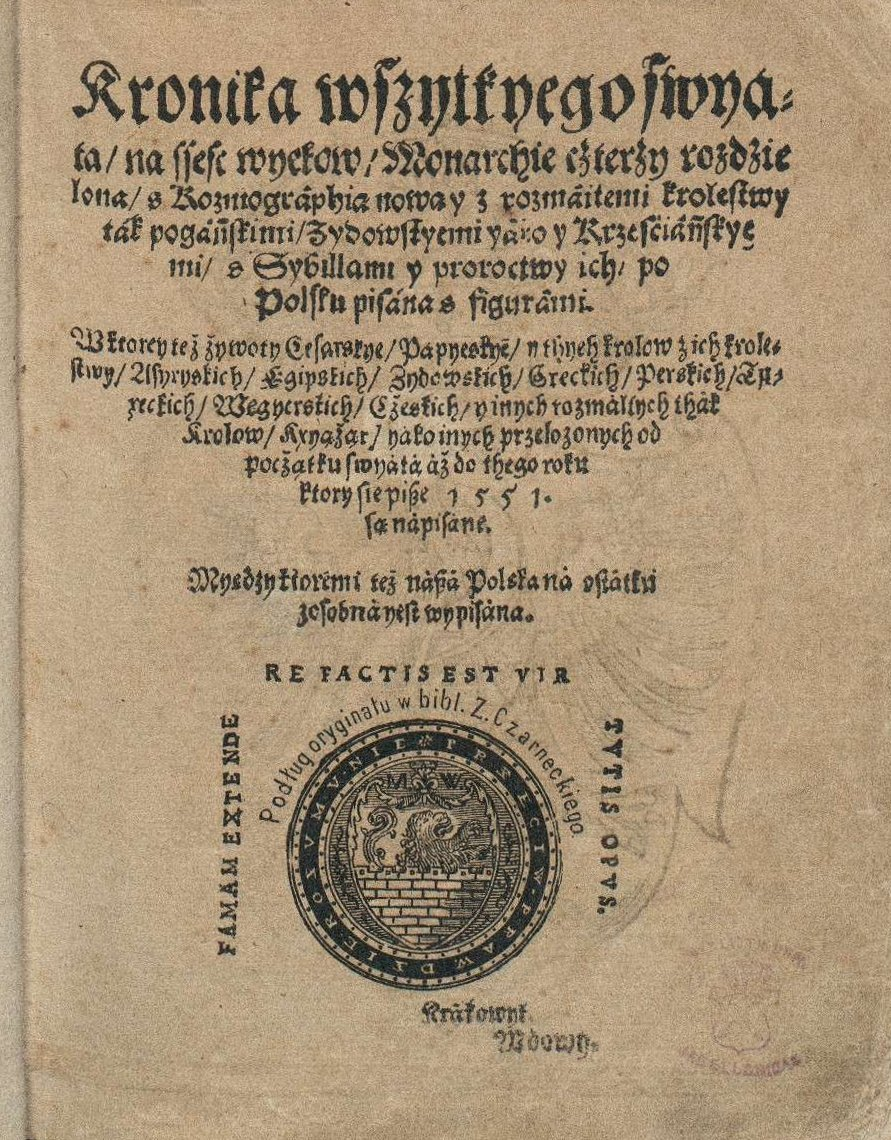
Portada de la edición de 1551 de la Kronika wszytkiego swiata de Marcin Bielski.

Marcin Bielski nació en la hacienda familiar de Biała en el powiat de Sieradz del Reino de Polonia (actual Voivodato de Łódź de Polonia). Su otro nombre Wolski deriva de otra hacienda en Wola. Fue educado en la Universidad Jaguelónica de Cracovia, creada por Casimiro III en 1364. Pasa algún tiempo al servicio del gobernador militar de la ciudad y participa en campañas contra los tártaros en 1524 y 1534, y contra el Principado de Valaquia, pues en 1531 participa en la batalla de Obertyn en Pocutia. Servía en el regimiento del ritmeister Stanisław Balicki.
En 1540 se casó con una rica heredera de la familia Siemikowska-Okszycówna de la nobleza polaca, con quien tendría al poeta y secretario de Segismundo III Joachim Bielski. Dedicó el resto de su vida a la literatura. Murió el 18 de diciembre de 1575 y fue enterrado en la cercana Pajęczno.

## Obras
- Żywoty filozofów, to iest mędrczow nauk przyrodzonych. Y też innych mężow, cnotami ozdobionych ku obyczajnemu nauczaniu człowieka każdego…, 1535;
- Kronika, to jest historja świata 1550 ;
- Kronika wszystkiego świata Archivado el 18 de septiembre de 2011 en Wayback Machine., ediciones en 1551, 1554, 1564, desde el principio de los tiempos hasta sus días, dividida en seis periodos. Fue la primera Historia Universal publicada en el idioma nacional, y el primer intento de una historia comprehensiva de Polonia, desde el 550 a 1580, en la segunda edición hay una referencia a América. Tras su muerte, el trabajo fue continuado hasta 1597 por su hijo Joachim, secretario de Segismundo III, bajo el título Kronika Polska.
- Kronika polska. Cracovia, 1597
- Komedyja Justyna i Konstancyjej, 1557
- Sen majowy pod gajem zielonym jednego pustelnika, 1586, ("La Dieta de Mayo") sátira en la que en el sueño de un ermitaño describe la degradación de Reino de Hungría y llama a sus compatriotas a emular un más alto estándar de vida.
- Sejm niewieści, 1586, donde analiza las condiciones políticas del reino de Polonia.
- Rozmowa nowych prorokow dwu baranow o jednej głowie …, 1587.
- Sprawa rycerska (enlace roto disponible en Internet Archive; véase el historial, la primera versión y la última)., un tratado de arte militar (1569), de acuerdo a la ciencia griega de la guerra, en ocho partes. Contiene valiosos datos sobre el ejército polaco y sus súbditos.
- Satiry. 1890.